# 1996年夏季残疾人奥林匹克运动会匈牙利代表团
1996年夏季残疾人奥林匹克运动会匈牙利代表团是匈牙利派出的1996年夏季残疾人奥林匹克运动会代表团。获得5枚金牌、2枚银牌和3枚铜牌。